# 85-й окремий береговий ракетний дивізіон (Україна)
85-й окремий береговий ракетний дивізіон (85 ОБРДН, в/ч А2290) — колишня стаціонарна частина берегових ракетних артилерійських військ військово-морських сил України. Сформований на базі колишнього 362-го окремого берегового ракетного полку.

## Історія
У 1954 році, у розпал холодної війни, на скелях між мисом Айя та Балаклавою, для захисту південних морських рубежів та Севастополя, було розпочато будівництво першого в світі підземного берегового ракетного комплексу (Об'єкт 100). І вже 23 лютого 1957 року ракетний комплекс «Скеля» (рос. Скала) було включено до складу сил бойового ядра флоту що сповістило про створення нового роду військ — берегових ракетних частин.
30 січня 1960 року 362-му окремому береговому ракетному полку було вручено бойове знамено.
На початку 60-х років офіцери полку брали участь у виконанні особливих завдань командування на Кубі під час Карибської кризи.
Стрімкий розвиток ракетної техніки зумовлює переозброєння 362-го окремого берегового ракетного полку новим береговим стаціонарним оперативно — тактичним комплексом «Утьос» з крилатою ракетою П-35 (1964—1973 роки), а з 1977 року крилатою ракетою «Прогрес», з можливістю спорядження ядерним боєприпасам.
В 1959, 1974 та з 1978 по 1983 роки 362-й окремий береговий ракетний полк носив звання «відмінного» та був нагороджений перехідою відзнакою Головнокомандувача ВМФ СРСР «За ракетні стрільби по морській цілі».
1982 року найменування полку було занесено на мармурову дошку пошани в Центральному військово-морському музеї СРСР;
1987 року 362-й окремий береговий ракетний полк нагороджений вимпелом міністра оборони СРСР «За мужність та військову доблесть».
1985 року на об'єкті проводились зйомки художнього фільму «Одиночне плавання» (Мосфільм), а в 1996 році — фільму «Поліцейська історія 4: Перший удар» (Голівуд).
Під час розподілу Чорноморського флоту «Об'єкт 100» було прийнято до складу Збройних сил України і 23 лютого 1996 року було піднято військово-морський прапор України.
2014 року дивізіон було захоплено окупаційними військами Росії.

## Командування
- підполковник Симонов Констянтин Вікторович (2014)[1]

## Оснащення
Об'єкт 100 «Утес». Стаціонарний ракетний комплекс, озброєний 2 спареними ПУ ПКР 3М44 «Прогрес». Максимальна дальність стрільби — 300 км.